# Чародеи
«Чароде́и» — советская новогодняя музыкально-комедийная двухсерийная телесказка режиссёра Константина Бромберга по сценарию братьев Стругацких. Премьера на ЦТ состоялась 31 декабря 1982 года в 16:15. Повторный показ фильма состоялся уже в январе 1983 года — по Второй программе ЦТ.
Имена отдельных героев и общая характеристика места действия (некий научный институт в маленьком городке, где изучают волшебство и магию), как и некоторые другие детали, взяты из повести Стругацких «Понедельник начинается в субботу», однако «Чародеи» не являются экранизацией этой книги и представляют собой совершенно самостоятельную историю.

## Сюжет
Действие фильма происходит с 29 декабря до новогодней ночи.

### 1 серия
Москвич Иван Пухов, молодой сотрудник фабрики музыкальных инструментов, музыкант и настройщик роялей, влюблён в Алёну Санину, молодую и привлекательную заведующую лабораторией института волшебства НУИНУ (Научный универсальный институт необыкновенных услуг) из вымышленного города Китежграда. Их свадьба вот-вот должна состояться, и Алёна переедет к будущему мужу, но о ней мечтает и заместитель директора института Аполлон Сатанеев.
Параллельно в институте завершается разработка волшебной палочки для сферы услуг, и директор института, Кира Шемаханская, решает пригласить специальную комиссию из центра, которая даст добро на выпуск палочки в широкое производство. Визит комиссии она решает обставить в виде целого новогоднего банкета. Сатанеев знает, что у Шемаханской есть влюблённый в неё ухажёр — заместитель директора по науке Иван Киврин (который давно зовёт её замуж, а Кира хоть и отвечает ему согласием, но, будучи очень занятой, постоянно откладывает помолвку), — и, не желая упускать Алёну, решается на подлость.
Шемаханская отправляет Киврина в командировку в Москву, после чего Сатанеев сообщает ей, что Алёна, которая собиралась лететь тем же рейсом, якобы на самом деле делает это, чтобы увести у неё Киврина. Тем более, Киврин и Пухов, как на грех, — тёзки, а Алёна «говорила, жениха Иваном зовут, только фамилию скрывала». Ослеплённая ревностью Шемаханская вызывает к себе Алёну и, не разобравшись в ситуации, устраивает ей скандал и накладывает на неё заклятие «зимнего сердца». С этого момента Алёна становится злой, расчётливой и коварной ведьмой-карьеристкой. Она больше не помнит своего возлюбленного и начинает расставлять сети на перспективного Сатанеева. Тот несказанно обрадован этим, хотя самой Алёной движет не любовь, а лишь холодный расчёт.
Коллеги Алёны, Виктор Ковров и Фома Брыль, не понимают такой смены в её поведении и подбивают секретаршу Шемаханской, Ольгу, подслушать разговор её начальницы с Сатанеевым. Шемаханская только рада тому, что тот хочет влюбить в себя Алёну, считая, что он самый достойный для неё избранник. Выясняется, что заклятие будет снято, если до наступления Нового года Алёна добровольно поцелует того, кого по-настоящему любит (Шемаханская, говоря об этом, думает про Киврина). Затем лаборантки Алёны (к которым девушка стала относиться, как к горничным) обнаруживают, что когда она спит, то становится прежней и во сне зовёт «своего» Ивана.
Ковров и Брыль решают срочно вызвать в Китежград Пухова. За ним следует его маленькая сестрёнка Нина, а Ковров магическим образом направляет Брыля в купе вагона, в котором едет Иван, и тот, в образе «вагонного» (от слова «вагон» — по аналогии с лешим, домовым и водяным) и в форме проводника железнодорожного вагона, подробно объясняет юноше возникшую ситуацию.

### 2 серия
Когда Иван вместе с Ниной приезжают в Китежград, Коврову и Брылю удаётся выдать юношу за руководителя приглашённого столичного вокально-инструментального ансамбля, который должен выступить на новогоднем вечере. Алёна не узнаёт жениха, когда он появляется перед ней. Поскольку все номера в гостинице уже были заняты, прибывший на встречу Сатанеев временно поселяет Пуховых в институтском музее (где хранятся пришедшие в негодность волшебные предметы), распорядившись оформить их «как экспонаты».
На следующий день Иван с сестрой, заручившись поддержкой Коврова и Брыля, отправляются в НУИНУ на прослушивание. Однако, в фойе они сталкиваются с настоящими музыкантами, которые должны были прибыть в город тем же поездом, что и Иван, но проводник высадил их, дабы освободить купе. Ковров уговаривает артистов помочь Пуховым выступить перед худсоветом, и вместе с Ниной ансамбль поёт «Песенку о снежинке». Закончив песню, Нина спрашивает Алёну, понравилось ли ей их выступление. В ответ Алёна хвалит и целует девочку, однако та просит поцеловать вместо неё Ивана, что вызывает дикое возмущение у Сатанеева. Несмотря на это, Шемаханская утверждает Пуховых и ансамбль в качестве гостей на празднике.
После прослушивания Сатанеев, дабы объяснить причину своего внезапного гнева, делает Алёне предложение руки и сердца, но она выдвигает ему ряд требований: первым делом он должен омолодиться, потому что она считает его слишком старым для неё, затем сделать её заместителем директора по науке, и ещё несколько материальных ценностей и атрибутов роскоши (квартира, машина, сафари в странах Африки).
Ночью Иван с помощью лаборанток проникает в квартиру Алёны, чтобы попытаться уговорить её поцеловать его во сне, но та случайно просыпается и своей магией прогоняет его. Тогда он, обученный Ковровым, как проходить сквозь стены, выкрадывает из института волшебную палочку и пытается с её помощью телепортировать к себе Алёну, но палочка имеет власть только в сфере услуг и вместо девушки материализует куклу Алёну, мебель фирмы «Алёнушка», конфеты «Алёнка» и «Алёнушка» и даже… корову Алёну. Ковров и Брыль отправляют предметы и корову обратно и тайком возвращают палочку в институт, но затем её крадёт Сатанеев (который до этого попробовал последовать примеру царя из сказки «Конёк-Горбунок», но только ошпарил себе руку), чтобы с её помощью омолодиться (правда, тоже безрезультатно). Палочку он подменяет обычным карандашом, в виде которого она и была сделана, чтобы Шемаханская опозорилась перед комиссией при демонстрации.
В день Нового года отчаявшийся Иван приходит к Шемаханской и требует снять заклятие. Кира, узнав, что Алёна была его невестой, ошибочно думает, что та обманывала Ивана, и отвечает отказом, советуя уехать из Китежграда, потому что если она её расколдует, то им обоим от этого станет только хуже. В Китежград возвращается Киврин и с удивлением обнаруживает, что его не пускают в родной институт по приказу ревнивой директрисы.
Наступает праздничный вечер. Шемаханская должна открыть мероприятие демонстрацией волшебной палочки и, естественно, безуспешно взмахивает карандашом, который подложил Сатанеев. Тот после этого решает «перетянуть одеяло на себя» и, чтобы произвести впечатление на гостей своей магией, прячет палочку в рукав, но по незнанию (волшебная палочка исполняет желания буквально) он говорит, что хочет оказаться «на коне в этом здании», то есть на пике внимания и славы. В результате палочка забрасывает Сатанеева на скульптуру коня, находящуюся на охлупени двускатной крыши института.
Иван может оставить соперника на грани позорной гибели, но вместо этого взбирается на крышу и помогает ему спуститься. В награду Алёна целует его, и чары рассеиваются. Услышав, как Алёна представляет всем Ивана как своего жениха, Шемаханская понимает, что её обманули, но её утешает Киврин, проникший в зал в образе Деда Мороза. Он открывается всем и объявляет Шемаханскую своей невестой.
Нина находит волшебную палочку и загадывает, чтобы все всё-таки встретили Новый год, а потом отдаёт палочку Кире. На радостях Шемаханская предлагает каждому гостю загадать желание. Сатанееву она разрешает загадать «по собственному желанию», намекая на увольнение, и фильм заканчивается сценой всеобщего веселья.

## В ролях
- Александра Яковлева — Алёна Игоревна Санина (Алёнушка), начальник лаборатории абсолютных неожиданностей НУИНУ (вокал — Ирина Отиева)
- Александр Абдулов — Иван Сергеевич Пухов (Иванушка), мастер экспериментальной фабрики музыкальных инструментов
- Валентин Гафт — Аполлон Митрофанович Сатанеев, заместитель директора НУИНУ по административно-хозяйственной части
- Екатерина Васильева — Кира Анатольевна Шемаханская, директор НУИНУ, доктор наук, маг первой величины (вокал — Жанна Рождественская)
- Валерий Золотухин — Иван Степанович Киврин, заместитель директора НУИНУ по научной работе
- Эммануил Виторган — Виктор Петрович Ковров, начальник мастерской волшебной древесины НУИНУ, магистр магии
- Михаил Светин — Фома Остапович Брыль, мастер мастерской волшебной древесины НУИНУ
- Роман Филиппов — Юлий Цезаревич Камнеедов, завхоз НУИНУ
- Лилия Макеева — Ольга, секретарша Шемаханской
- Семён Фарада — гость с Юга
- Анна Ашимова — Нина Пухова, младшая сестра Иванушки, школьница
  - озвучивание — Светлана Харлап
  - вокал — Ольга Рождественская и Лариса Долина
- Николай Парфёнов — начальник поезда
- Леонид Харитонов — Пётр Петрович Аматин, директор экспериментальной фабрики музыкальных инструментов

## История создания

### Сценарий
Первоначально братья Стругацкие написали сценарий, по сути представлявший собой переложение «Суеты сует» (второй части повести «Понедельник начинается в субботу») с новыми сюжетными линиями. Этот сценарий (под названием «Понедельник начинается в субботу») впервые был опубликован в журнале «Уральский следопыт» в 1980 году (в современных изданиях публикуется под названием «Чародеи»). Впрочем, такой сценарий Бромбергу не понравился (у него было недостаточно шансов пройти цензуру), и Стругацкие были вынуждены полностью переделать его по указаниям режиссёра. В результате была создана новогодняя история, в которой только использовались некоторые персонажи и имена сотрудников НИИЧАВО. Впервые сценарий телефильма был опубликован в сборнике «Неизвестные Стругацкие. От „Понедельника…“ до „Обитаемого острова“: черновики, рукописи, варианты».
История позже повторилась с другой экранизацией Стругацких — «Дни затмения» и режиссёром Александром Сокуровым, несколько раньше — со сценарием фильма «Сталкер», снятого Тарковским. В итоге в фильмах от содержания книг, «по мотивам» которых они сняты, осталось очень немного.
Борис Стругацкий отзывался о фильме «Чародеи» следующим образом:
Мюзикл получился недурной. Сначала он мне, признаться, не понравился совсем, но посмотревши его пару раз, я к нему попривык и теперь вспоминаю его без отвращения. Кроме того, невозможно не учитывать того простого, но весьма существенного обстоятельства, что на протяжении множества лет этот мюзикл РЕГУЛЯРНО и ЕЖЕГОДНО идёт по телевизору под Новый год. Значит, нравится. Значит, народ его любит. Значит, — есть за что…

### Подбор актёров
На роль Ивана Пухова претендовали Сергей Проханов (был забракован худсоветом через день после начала съёмок), Игорь Костолевский (Бромберг посчитал, что он не вписывается в общий тон фильма), Ивар Калныньш, Николай Ерёменко, Альберт Филозов, Игорь Старыгин, Олег Янковский (был забракован из-за возраста) и Михаил Боярский. Александра Абдулова изначально отказывался утверждать Худсовет, но поскольку поджимали сроки, то съёмки начались без исполнителя главной мужской роли (в сцене песни «Три белых коня» на общих планах вместо Абдулова был заснят дублёр).
На роль Алёны Саниной пробовались Ирина Алфёрова (Бромберг не смог увидеть в ней образ ведьмы), Ирина Муравьёва (была забракована из-за возраста), Елена Цыплакова (Бромберг аналогично не увидел в ней ведьмы), Наталья Белохвостикова (Бромберг посчитал её слишком аристократичной для ведьмы), Елена Проклова, Елена Коренева, Лариса Удовиченко и Наталья Вавилова.
На роль Киры Шемаханской также пробовались Маргарита Терехова, Алиса Фрейндлих и Наталья Гундарева.
На роль Ивана Киврина также пробовались Николай Гринько и Олег Басилашвили.
На роль Виктора Коврова также пробовались Евгений Стеблов, Андрей Миронов, Александр Ширвиндт и Вениамин Смехов.

### Съёмки
Большая часть сцен на улицах Китежграда была снята в Суздале. Почти все внутренние сцены в НУИНУ снимались в новом корпусе телецентра «Останкино», построенном к Олимпийским играм 1980 года, для наружных сцен были сняты московская гостиница «Союз» (Левобережная ул., д. № 12) и суздальский гостинично-туристический комплекс «Турцентр» (на общих планах здание было результатом комбинированных съёмок — крыша от «Турцентра», стены от «Союза»). В «Турцентре» же снимали и новогодний банкет в финале фильма. Эпизоды в фойе НУИНУ и в мастерской Брыля и Коврова снимались во Дворце культуры ЗИЛа. Сцены в музее снимали во владимирском ресторане «Русская деревня». Песню «Ведьма-речка» снимали в Москве в Главном ботаническом саду.
По воспоминаниям режиссёра фильма Константина Бромберга, когда началась съёмка, над съёмочной группой завис настоящий НЛО. Пока оператор Константин Апрятин разворачивал стационарную камеру объективом вверх, объект исчез.

## Музыка и песни
Песни из фильма были выпущены фирмой «Мелодия» на виниловой пластинке под названием «„Представь себе“. Песни из телефильма „Чародеи“». Композитор — Евгений Крылатов, текст песен — Леонид Дербенёв, музыкальное сопровождение — ВИА «Добры молодцы».
| Название песни             | Вступительные слова | Исполнитель                                                                               |
| -------------------------- | --- | ----------------------------------------------------------------------------------------- |
| Только сердцу не прикажешь | Подвластны магу ночь и день, и даже ход планет. И всемогущ ты, чародей, и в то же время нет.                                                                                    | Жанна Рождественская и Владислав Лынковский                                               |
| Серенада                   | Пусть мы не рядом, мы с вами не рядом, пусть обменяться лишь словом мы можем. Если любовь есть с первого взгляда, с первого слова должна быть тоже.                             | ВИА «Добры молодцы» и Леонид Серебренников                                                |
| Загадка женщины            | В словах никогда не расскажешь об этом. Ищи, не ищи, у любви всё равно нет точных путей и готовых ответов. Лишь знаю одно, я знаю одно.                                         | Ирина Отиева                                                                              |
| Кентавры                   | Утро первого века пахнет мёдом и мятой, белки рыжие скачут по кедровым стволам, и весёлой толпою мчат кентавры куда-то, может быть, на прогулку, а быть может, по важным делам. | ВИА «Добры молодцы»                                                                       |
| Подойду я к зеркалу        | Тень ночная, смутная дремлет на полу. Подойду я к мудрому древнему стеклу. | Жанна Рождественская                                                                      |
| Спать пора                 | Спать пора, и не вздумай со мною ты спорить, и не вздумай глаза открывать до утра.                                                                                              | Михаил Светин                                                                             |
| Три белых коня             | Остыли реки, и земля остыла, и чуть нахохлились дома. | Лариса Долина                                                                             |
| Песенка о снежинке         | Когда в дом входит год младой, а старый уходит вдаль, снежинку хрупкую спрячь в ладонь, желание загадай.                                                                        | Ольга Рождественская и ВИА «Добры молодцы»                                                |
| Ведьма-речка               | Как на Лысой горе чёртов камень лежит, из-под камня того Ведьма-речка бежит. | Ирина Отиева                                                                              |
| Представь себе             | Представь себе весь этот мир, огромный весь, таким, какой он есть, на самом деле есть, с полями, птицами, цветами и людьми, но без любви, ты представляешь, без любви.          | Александр Абдулов Леонид Серебренников (в аудио-издании)                                  |
| Песенка про костюмчик      | Главное, чтобы костюмчик сидел непринуждённо, легко и вальяжно. | Эммануил Виторган и Михаил Светин                                                         |
| Говорят, а ты не верь      | Говорят, что с каждым годом этот мир стареет, солнце прячется за тучи и слабее греет.                                                                                           | Ирина Отиева, Александр Абдулов, Ольга Рождественская, Семён Фарада и ВИА «Добры молодцы» |

В фильме Эммануил Виторган, Михаил Светин и Александр Абдулов (за исключением «Серенады») сами исполняют свои песни. За Александру Яковлеву, Екатерину Васильеву и Анну Ашимову пели соответственно Ирина Отиева, Жанна Рождественская и Ольга Рождественская (кроме песни «Три белых коня», которую исполнила Лариса Долина). На пластинке фирмы «Мелодия» с песнями из телевизионного фильма «Чародеи» музыкальные номера записаны в том варианте, в котором они звучали в фильме, за исключением песни «Представь себе». Она записана в исполнении Леонида Серебренникова, а в фильме её поёт Александр Абдулов.

## Видео
В 1980-е годы фильм первоначально выпущен на видеокассетах «Видеопрограммой Госкино СССР». С начала 1990-х годов фильм выпущен на видеокассетах кинообъединением «Крупный план», в 1995—1999 — совместно с компанией «ВидеоМир», перевыпущен в 1996 году компанией «Видеовосток», а в 2000 году — «Мастер Тэйп».
В России, Украине и в СНГ в начале 2000-х фильм отреставрирован и выпущен на DVD компанией «Твистер» и «Украинская ДиВиДи компания» со звуком Dolby Digital 5.1, с русскими и английскими субтитрами; дополнительно: создатели и исполнители, интервью и тексты песен.